# Itascasjön

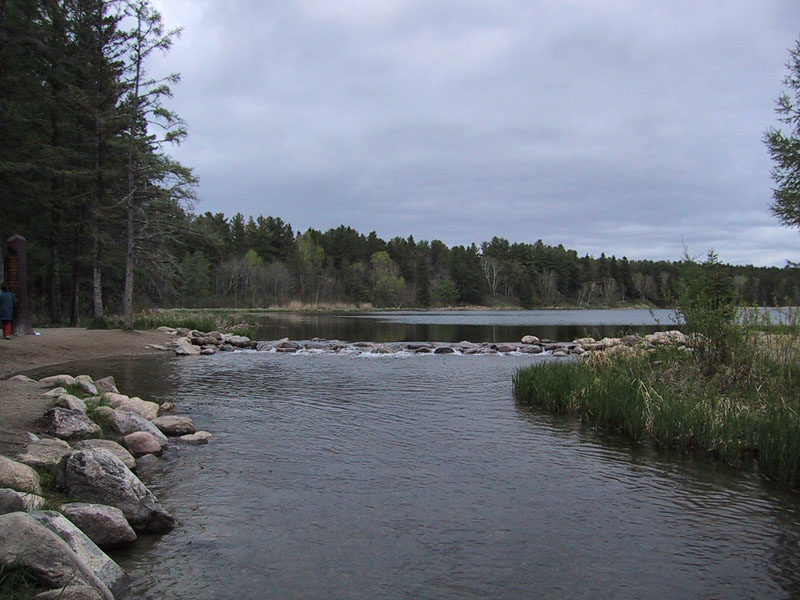
Mississippiflodens utlopp ur Itascasjön, maj 2004.

Itascasjön är en insjö i nordvästra Minnesota i USA. Den räknas som Mississippiflodens källa.
Sjön ligger i Clearwater County. Dess yta är 4,7 kvadratkilometer.